# Adesmus ventralis
Adesmus ventralis es una especie de escarabajo longicornio del género Adesmus, categorizada en la tribu Hemilophini, de la subfamilia Lamiinae. Fue descrita por Gahan en 1894.

## Descripción
Mide 11 mm de longitud.

## Distribución
Se distribuye por América: Costa Rica.